# Василиади, Наталья Ивановна
Наталья Ивановна Василиа́ди (р. 2 июля 1949, Саратов, СССР) — актриса Омского театра драмы. Народная артистка РФ (2006). Лауреат Государственной премии РСФСР имени К. С. Станиславского (1985).

## Биография
Родилась 2 июля 1949 года в Саратове.
В 1970 году окончила Саратовское театральное училище, отделение «актёр драматического театра». В 1970—1973 гг. работала в Волгоградском театре юного зрителя, в 1973—1975 годах во Владивостокском драматическом театре имени М. Горького, в 1975—1977 годах в Южно-Сахалинском драматическом театре имени A. П. Чехова, в 1977—1980 годах в Хабаровском драматическом театре. С 1980 года в Омском драматическом театре.
В 2007 году имя Натальи Ивановны Василиади занесено в Книгу Почёта заслуженных деятелей культуры города Омска.

## Роли
- «Нашествие» Л. М. Леонова — Ольга
- «Кабала святош» М. А. Булгакова — Ренэ, нянька Мольера
- «Жена есть жена» А. П. Чехова — Марья Петровна, жена Федора Акимыча Ребротёсова
- «Лисистрата» Аристофана — Клеоника
- «Небо на двоих» по мотивам пьесы Олега Богаева «Марьино поле» — Прасковья, ангел
- «Три девушки в голубом» Л. С. Петрушевской — Мария Филипповна
- «Ночь любовных помешательств» по пьесе Шекспира «Сон в летнюю ночь» — Мотылёк
- «Старомодная комедия» А. Н. Арбузова — Она
- «Одна абсолютно счастливая деревня» Б. Б. Вахтина — Тётка
- «Приглашение на казнь» В. В. Набокова —Цицилия Ц.
- «Несносные родители» Ж. Кокто — Леони
- «Пиквикский клуб» Ч. Диккенса — Мисс Рэйчел, сестра мистера Уордля
- «Восточная трибуна» А. М. Галина — Мадлен
- «Ретро» А. М. Галина — Людмила
- «Священные чудовища» Ж. Кокто — Шарлотта
- «Среди людей дурного поведения», по произведениям А. Н. Островского — Елена Ивановна Кручинина
- «Сегодня же Рождество!..» А. Эйкборна — Мэрион
- «Закат» И. Э. Бабеля — Нехама
- «Село Степанчиково и его обитатели» по Ф. М. Достоевскому — Генеральша Крахоткина
- «Лес» А. Н. Островского — Улита
- «Бег» М. А. Булгакова — Личико в кассе
- «Ханума» А. А. Цагарели — Текле
- «Леди Макбет Мценского уезда» Н. С. Лескова — Бабка Алёна
- «Чертова дюжина» А. Т. Аверченко — Суворова
- «Любовь и голуби» В. П. Гуркина — Надя
- «Восточная трибуна» А. М. Галина — Мадлен
- «У войны неженское лицо» по С. А. Алексиевич — Софья Верещак
- «Рядовые» А. А. Дударева — Лида
- «Последний посетитель» В. Л. Дозоруева — Вера
- «Дети Арбата» по А. Н. Рыбакову — Мать
- «Мой бедный Бальзаминов» А. Н. Островского — Анфиса Даниловна Антрыгина, вдова
- «Тартюф» Мольера — Эльмира
- «Женский стол в "охотничьем зале"» В. И. Мережко — Сердюк Людмила
- «Живой труп» Л. Н. Толстого — Анна Дмитриевна
- «Волки и овцы» А. Н. Островского — Анфуса
- «Голодранцы-аристократы» Э. Скарпетта — Кончетта
- «Дядюшкин сон» Ф. М. Достоевского — Москалева Марья Александровна
- «Заколдованный портной» Шолом-Алейхема — Ципе-Бейле-Рейза
- «Игрок» Ф. М. Достоевского — Мадам Коминж
- «Театр» М. Фрейна — Дотти Отли, которая играет миссис Клакетт
- «Наш городок» Т. Уайлдера – Миссис Гиббс
- «Зелёная зона» М. С. Зуева — Клава
- «Балкон» Ж. Жене — Ирма-Королева
- «Дядя Ваня» А. П. Чехова — Мария Васильевна Войницкая
- «Август. Графство Осэйдж» Т. Леттса — Мети Фей Айкин
- «Безумный день, или Женитьба Фигаро» Бомарше – Марселина
- «На чемоданах» Х. Левина — Геня Гелернтер
- «Правда хорошо, а счастье лучше» А. Н. Островского - Фелицата

## Награды
- Государственная премия РСФСР имени К. С. Станиславского (1985) — за исполнение роли Софьи Верещак в спектакле «У войны — не женское лицо» по повести С. А. Алексиевич
- заслуженная артистка РСФСР (1990)
- Национальная театральная премия «Золотая маска» (2002)
- народная артистка РФ (2006)